# Kurznasenchimären
Die Kurznasenchimären (Chimaeridae) sind eine Familie in der Ordnung der Seekatzen (Chimaeriformes) innerhalb der Knorpelfische (Chondrichthyes).

## Merkmale
Die Fische werden 40 bis 150 Zentimeter lang. Ihre Schnauze ist im Gegensatz zu den beiden anderen Familien der Seekatzen (Chimaeriformes) kurz und abgerundet oder kegelförmig. Das Seitenlinienorgan hat offene Poren und erstreckt sich auch auf den Kopf.
Die etwa 44 Arten gehören zu den beiden Gattungen Chimaera und Hydrolagus. Bei Hydrolagus sind die After- und die diphycerke Schwanzflosse zu einem Flossensaum zusammengewachsen, während sie bei Chimaera getrennt sind. Bei beiden Gattungen ist die erste Rückenflosse hoch und wird vorn von einem Stachel geschützt, die zweite Rückenflosse ist niedrig und saumförmig langgestreckt. Der Stachel steht mit einer Giftdrüse in Verbindung. Ein Stich führt beim Menschen zu schmerzhaften Wunden.
Die Eikapseln der Kurznasenchimären sind spindelförmig, relativ klein, typischerweise mit den Abmessungen 17 × 2,5 cm. Sie haben einen dorsalen Kiel.

## Verbreitung
Kurznasenchimären leben in gemäßigten und tropischen Bereichen im Atlantik, Pazifik und im Indischen Ozean, meist in Tiefen unter 200 Meter. Die einzige Art in europäischen Gewässern ist die Seekatze (Chimaera monstrosa).

## Gattungen und Arten

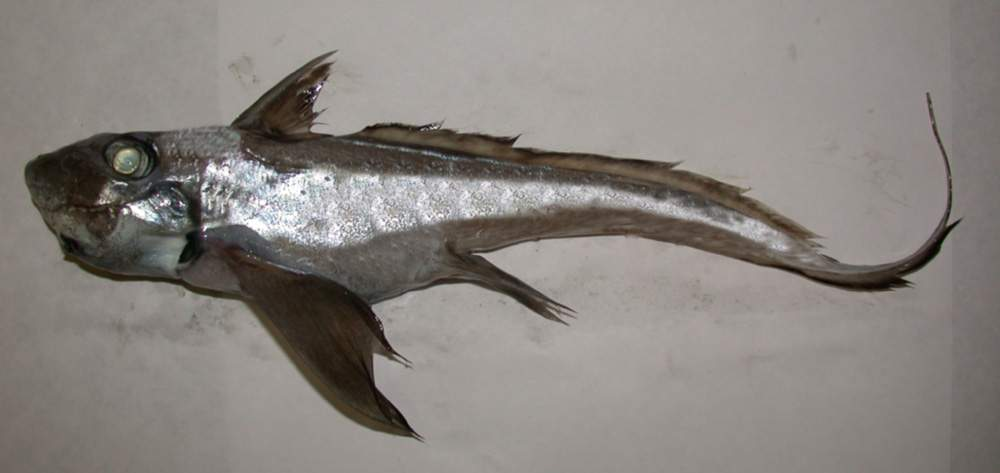
Seekatze (Chimaera monstrosa)

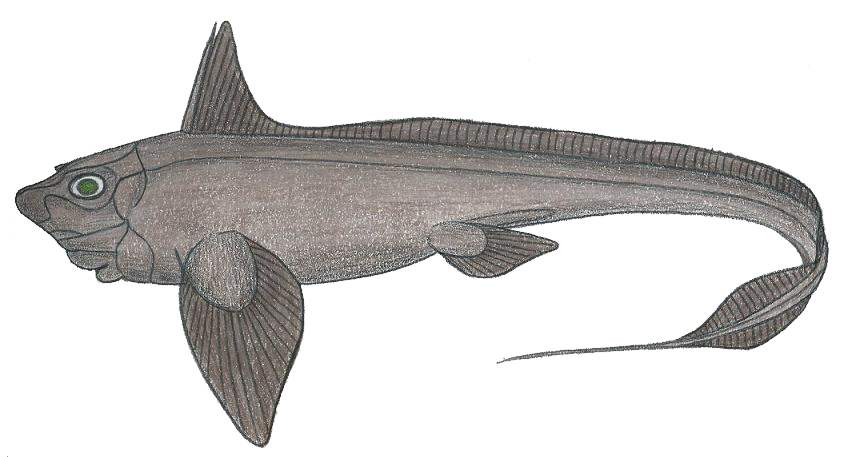
Hydrolagus affinis

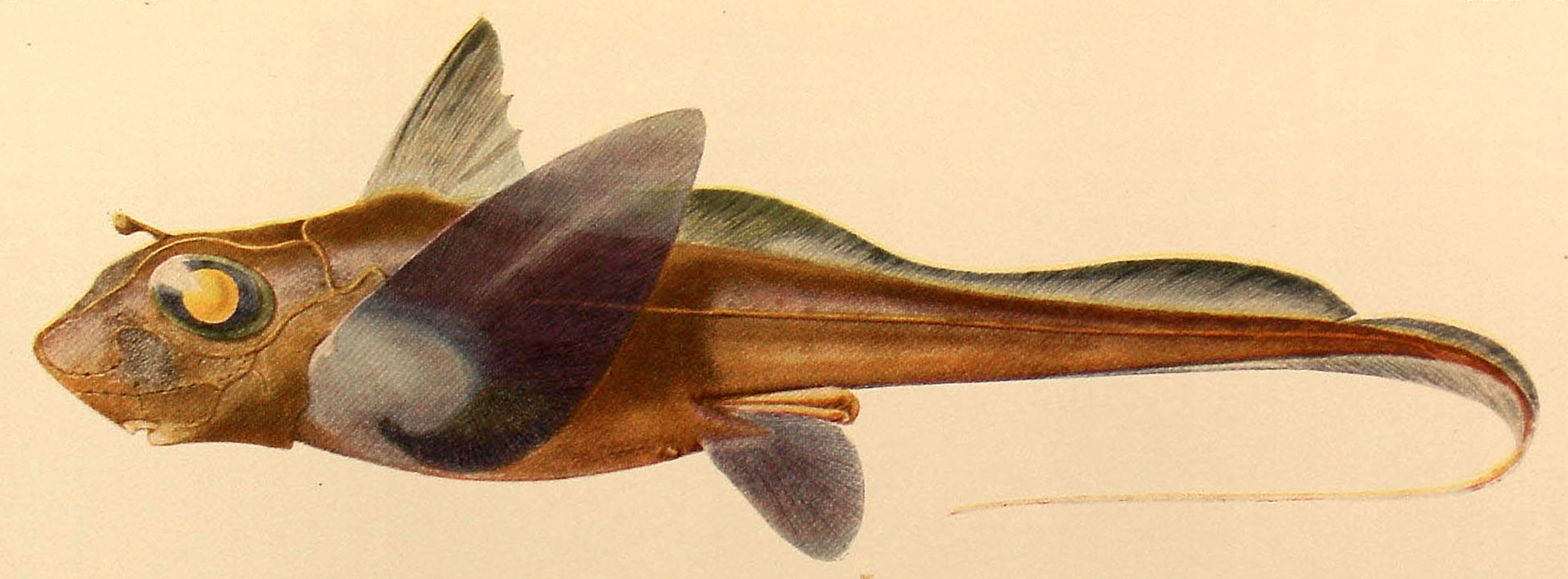
Hydrolagus mirabilis

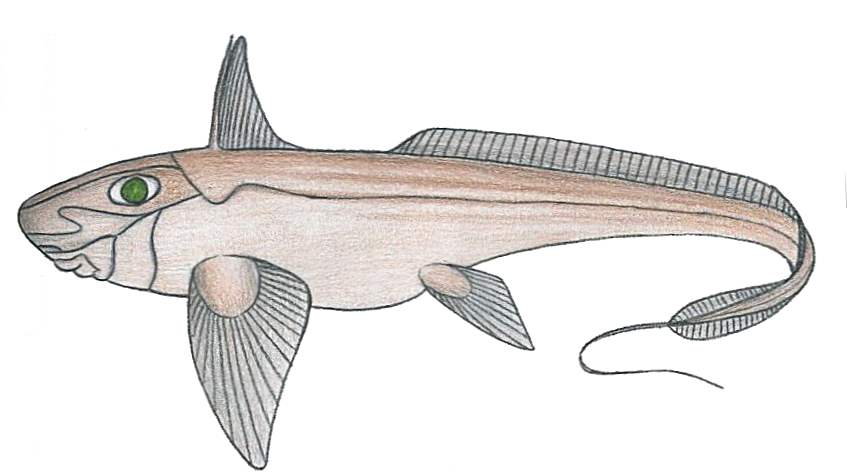
Hydrolagus pallidus

- Chimaera Linnaeus, 1758 – zum Gattungsnamen vgl. Chimära und Seekatze
  - Chimaera argiloba Last, White & Pogonoski, 2008
  - Chimaera bahamaensis Kemper, Ebert, Didier & Compagno, 2010
  - Chimaera buccanigella Clerkin et al., 2017
  - Chimaera carophila Kemper et al., 2014
  - Chimaera cubana Howell Rivero, 1936
  - Chimaera didierae Clerkin et al., 2017
  - Chimaera fulva Didier, Last & White, 2008
  - Chimaera jordani Tanaka, 1905
  - Chimaera lignaria Didier, 2002
  - Chimaera macrospina Didier, Last & White, 2008
  - Seekatze (Chimaera monstrosa) Linnaeus, 1758
  - Chimaera nocka You & Rasmi, 2009
  - Chimaera obscura Didier, Last & White, 2008
  - Chimaera opalescens Luchetti, Iglésias & Sellos, 2011
  - Chimaera orientalis Angulo et al., 2014
  - Chimaera owstoni Tanaka, 1905
  - Chimaera panthera Didier, 1998
  - Chimaera phantasma Jordan & Schneider, 1900
  - Chimaera willwatchi Clerkin et al., 2017
- Hydrolagus Gill, 1862
  - Atlantische Chimäre (Hydrolagus affinis (Brito Capello, 1868))
  - Afrikanische Chimäre (Hydrolagus africanus (Gilchrist, 1922))
  - Alberts Seeratte (Hydrolagus alberti Bigelow & Schroeder, 1951)
  - Hydrolagus alphus Quaranta, Didier, Long & Ebert, 2006
  - Hydrolagus barbouri (Garman, 1908)
  - Hydrolagus bemisi Didier, 2002
  - Gefleckte Seeratte (Hydrolagus colliei (Lay & Bennett, 1839))
  - Deans Seeratte (Hydrolagus deani Smith & Radcliffe in Smith, 1912)
  - Hydrolagus eidolon (Jordan & Hubbs, 1925)
  - Hydrolagus erithacus Walovich, Ebert & Kemper, 2017
  - Hydrolagus homonycteris Didier, 2008
  - Gespenster-Seeratte (Hydrolagus lemures Whitley, 1939)
  - Hydrolagus lusitanicus Moura, Figueiredo, Bordalo-Machado, Almeida & Gordo, 2005
  - Hydrolagus macrophthalmus de Buen, 1959
  - Hydrolagus marmoratus Didier, 2008
  - Hydrolagus matallanasi Soto & Vooren, 2004
  - Hydrolagus mccoskeri Barnett, Didier, Long & Ebert, 2006
  - Hydrolagus melanophasma Barnett, Didier, Long & Ebert, 2009
  - Hydrolagus mirabilis (Collett, 1904)
  - Hydrolagus mitsukurii (Jordan & Schneider, 1904)
  - Neuseeland-Seekatze[1], Hydrolagus novaezealandiae (Fowler, 1911)
  - Hydrolagus ogilbyi (Waite, 1898)
  - Hydrolagus pallidus Hardy & Stehmann, 1990
  - Purpurne Seeratte (Hydrolagus purpurescens (Gilbert, 1905))
  - Hydrolagus trolli Didier & Séret, 2002
  - Hydrolagus waitei Fowler, 1907

## Stammesgeschichte
Die Familie ist fossil seit der frühen Kreide nachgewiesen (Gattung Belgorodon). Die Gattung Chimaera ist fossil aus der Oberkreide und dem Eozän der Antarktis bekannt.